# Eulertal
Eulertalen är heltalsföljd som förekommer i samband med Taylorserier samt i talteori och kombinatorik. Dessvärre finns flera olika konventioner för vad som avses med det n-te Eulertalet: ofta tar man med nollor och negativa tecken i sekvensen, för vilket beteckningen En kommer att användas i följande text, medan man i andra tillämpningar bara är intresserad av de nollskilda Eulertalens absolutvärden (här E*n). Med nämnda beteckningar gäller
| E*1 = 1 E*2 = 5 E*3 = 61 E*4 = 1385 E*5 = 50521 E*6 = 2702765 E*7 = 199360981 E*8 = 19391512145 E*9 = 2404879675441 E*10 = 370371188237525 E*11 = 69348874393137901 (talföljd A000364 i OEIS) | E0 = 1 E2 = −1 E4 = 5 E6 = −61 E8 = 1385 E10 = −50521 E12 = 2702765 E14 = −199360981 E16 = 19391512145 E1, 3, 5, ... = 0 (talföljd A122045 i OEIS) |

och sambandet
{\displaystyle E_{2n}=(-1)^{n}E_{n}^{*}.}
Talen definieras av de genererande funktionerna
{\displaystyle \mathrm {sec} \;x=\sum _{k=0}^{\infty }|E_{k}|{\frac {x^{k}}{k!}}=\sum _{k=0}^{\infty }E_{k}^{*}{\frac {x^{2k}}{(2k)!}}=1+{\frac {x^{2}}{2}}+{\frac {5x^{4}}{24}}+{\frac {61x^{6}}{720}}+{\frac {277x^{8}}{8064}}+\ldots }
{\displaystyle \mathrm {sech} \;x=\sum _{k=0}^{\infty }E_{k}{\frac {x^{k}}{k!}}=\sum _{k=0}^{\infty }(-1)^{k}E_{k}^{*}{\frac {x^{2k}}{(2k)!}}=1-{\frac {x^{2}}{2}}+{\frac {5x^{4}}{24}}-{\frac {61x^{6}}{720}}+{\frac {277x^{8}}{8064}}-\ldots }
där sec betecknar den trigonometriska funktionen 1/cos och sech motsvarande hyperboliska funktion 1/cosh.
Eulertalen förekommer även som specifika värden för Eulerpolynomen.
Asymptotiskt växer talen som
{\displaystyle E_{2n}\sim (-1)^{n}8{\sqrt {\,{\frac {n}{\pi }}}}\left({\frac {4n}{\pi e}}\right)^{2n}.}
De kan även beräknas med integralen
{\displaystyle \int _{0}^{\infty }{\frac {\ln ^{n}(x)}{1+x^{2}}}\,dx=|E_{n}|\left({\frac {\pi }{2}}\right)^{n+1}.}

## Explicita formler

### Ändlig summa
Eulertalen ges av formeln
{\displaystyle E_{2n}=i\sum _{k=1}^{2n+1}\sum _{j=0}^{k}{k \choose j}{\frac {(-1)^{j}(k-2j)^{2n+1}}{2^{k}i^{k}k}}}
där i är den imaginära enheten.

### Determinant
E2n kan även definieras som determinanten
{\displaystyle {\begin{aligned}E_{2n}&=(-1)^{n}(2n)!~{\begin{vmatrix}{\frac {1}{2!}}&1&~&~&~\\{\frac {1}{4!}}&{\frac {1}{2!}}&1&~&~\\\vdots &~&\ddots ~~&\ddots ~~&~\\{\frac {1}{(2n-2)!}}&{\frac {1}{(2n-4)!}}&~&{\frac {1}{2!}}&1\\{\frac {1}{(2n)!}}&{\frac {1}{(2n-2)!}}&\cdots &{\frac {1}{4!}}&{\frac {1}{2!}}\end{vmatrix}}.\end{aligned}}}